# Болбочан Петро Федорович
Петро́ Фе́дорович Болбоча́н (5 (17) жовтня 1883, с. Геджеу, Хотинський повіт, Бессарабська губернія, Російська імперія — 28 червня 1919, с. Балин, Подільська губернія, УНР) — український військовий діяч, полковник армії Української Держави та Армії УНР, очільник Кримської операції проти більшовиків з метою встановлення на території півострова української влади та взяття під контроль Чорноморського флоту. Учасник радянсько-української війни, антигетьманського повстання. З листопада 1918 року по січень 1919 року Болбочан керував Обороною північно-східної України.

## Прізвище
У документах та історичних дослідженнях трапляються різні варіанти написання прізвища Петра Болбочана: Болбочан, Балбачан, Балабачан та Болбачан. В офіційних документах, зокрема, в послужному списку капітана 38-го Тобольського пішого полку згадується також у двох варіантах: Болбочан та Балбачан. Таке розходження у правописі до певної міри можна пояснити особистим підписом Болбочана, в якому літери «о» й «а» схожі — це й могло стати причиною різного написання.

## Біографія
Петро Федорович Болбочан народився 5 (17) жовтня 1883 року в селі Геджеу (Гиждево) Хотинського повіту Бессарабської губернії (нині село Ярівка Хотинського району Чернівецької області) в родині молдовського православного священника та помічника благочинного 4-го округу того ж повіту Федора Олексійовича Болбочана та його дружини Єлизавети Григорівни. Батько — також з родини священника, народився в с. Липник Сорокинського повіту Бесарабської губернії. У 1905 році закінчив Кишинівську духовну семінарію.
1909 року закінчив Чугуївське піхотне юнкерське училище. Під час навчання в ньому організував український гурток для поширення рідного слова. Цей гурток проіснував недовго, оскільки начальник училища полковник Фок заборонив його діяльність, обмежившись лише усною доганою Болбочану.
Того ж року Петро одружився з Марією Попеску, що невздовзі перейняла його прізвище.
Під час Першої світової війни — підпоручик (від 6 серпня 1909), поручик (від 15 грудня 1912), штабскапітан (від 22 травня 1916), капітан (наказ 15 жовтня 1916) 38-го Тобольського полку. Нагороджений орденом за виявлену хоробрість.

### Армія Української Народної Республіки
Після революції Болбочан розпочав організацію українських військових частин і допоміг у формуванні 1-го Українського полку імені Богдана Хмельницького з частин російської армії. Сформував з добровольців 5-го корпусу Південно-Західного фронту російської армії 1-й Український Республіканський полк. 22 листопада 1917 року Петра Болбочана призначено командиром полку. На початку грудня 1-й Український полк був ліквідований з наказу корпусного солдатського комітету, що перебував під контролем більшовиків. Незважаючи на опір Болбочана, полк було роззброєно, а казарми підірвані та розбиті гарматами. Значна кількість українців загинула.
У січні 1918 року, напередодні більшовицької окупації столиці, Петро Болбочан і частина старшин з великими труднощами дісталися Києва. Хоча офіційного дозволу не отримав, формує військовий підрозділ — Республіканський курінь. На чолі цього куреня Петро Болбочан взяв участь у придушенні січневого повстання більшовиків у столиці. Невдовзі Республіканський курінь реорганізовано у 2-й Запорізький піший курінь і приєднано до Окремого Запорізького загону, командиром якого призначили генерала Костянтина Прісовського.
Співпрацював з Українською партією соціалістів-самостійників.
Відступаючи з Києва, Окремий Запорізький загін прикривав від'їзд уряду УНР. Після відходу до Житомира Петра Болбочана призначили губерніальним військовим комендантом Волині.
Після укладення Берестейського миру Окремий Запорізький загін брав участь у наступі на Київ разом із Січовими Стрільцями та Гайдамацьким кошем Слобідської України, керованим Симоном Петлюрою.
2 березня 1918 року 2-й Запорізький курінь на чолі з Петром Болбочаном, випереджаючи німецькі війська, першим увійшов до Києва, який без бою залишили більшовицькі війська.
4 березня 1918 року Окремий Запорізький загін відправили на більшовицький фронт в авангарді німецьких військ. У березні запоріжці визволили Гребінку, Лубни, Ромодан, Полтаву.
12 березня Запорізький загін реорганізовується у Запорізьку дивізію під командуванням генерала О. Натієва. Петра Болбочана призначають командиром 2-го Запорізького пішого полку. Він став найбільшим[джерело?] полком Запорізької дивізії. На прапорі полку довкола тризуба був напис: «З вірою твердою в конечну перемогу вперед, за Україну!».

### Кримська операція

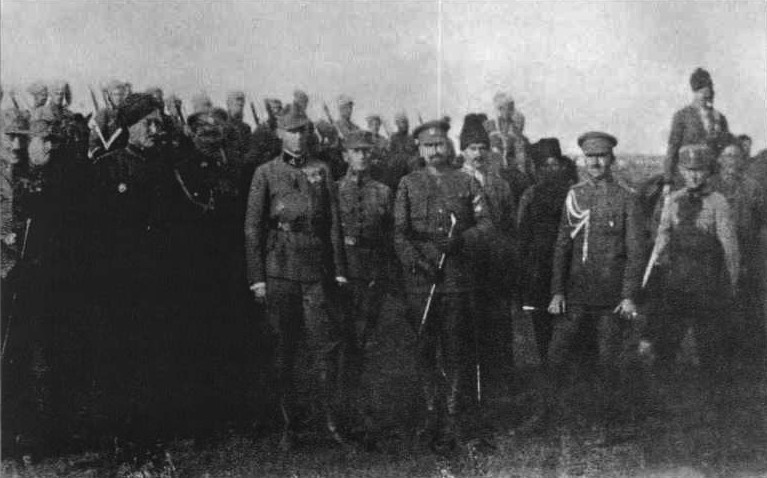
2-й Запорізький полк зустрівся з Українськими січовими стрільцями під час походу на Крим. Зліва направо: сотник Луцький, полковник Всеволод Петрів, архікнязь Вільгельм Габсбург, полковник Болбочан, полковник Сельванський. Околиці м. Олександрівськ (сучасне Запоріжжя).
Квітень 1918 року.

10 квітня 1918 року штаб запоріжців отримав таємний наказ уряду УНР: випереджаючи німецькі війська, захопити Крим. Петро Болбочан призначений командиром Кримської групи Армії УНР на правах дивізії.
22 квітня Кримська група захопила Джанкой — першу вузлову станцію Криму, а 24 квітня — Сімферополь. Після ультиматуму німецького окупаційного командування за наказом військового міністра УНР військові частини Болбочана наприкінці квітня 1918 року вийшли з Криму.

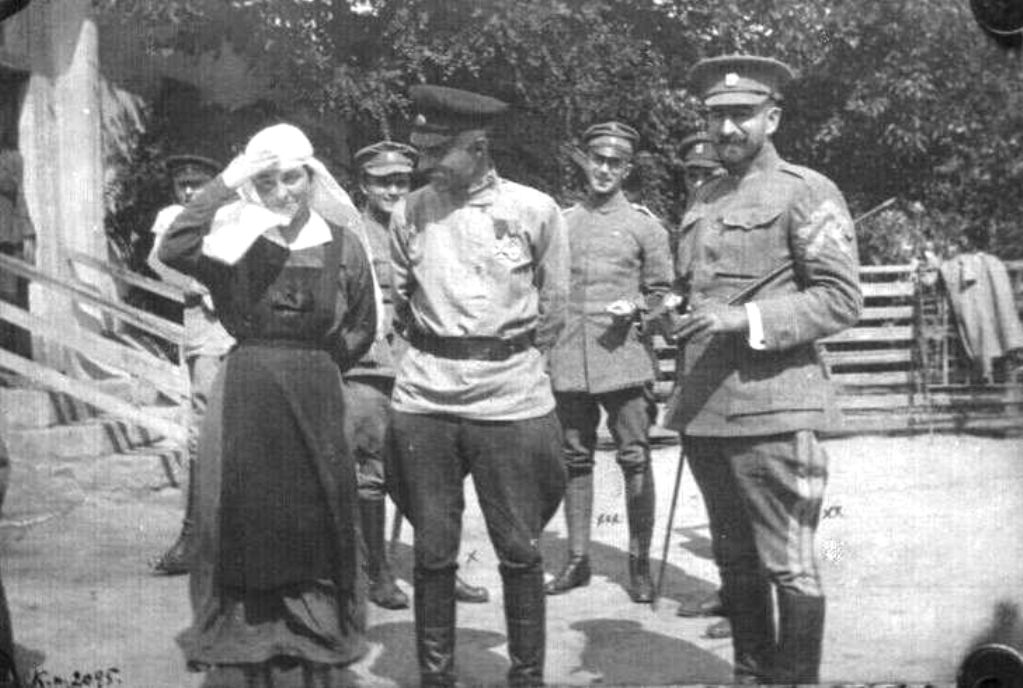
Олександр Натієв (у центрі) та Петро Болбочан (праворуч)

У червні 1918 року, за гетьмана Павла Скоропадського, розпочався наступ більшовиків на Україну. Дивізію Петра Болбочана відправили на охорону українсько-російського кордону на північ від Слов'янська. Протягом трьох місяців запоріжці вели виснажливі бої з більшовиками.
5 листопада 1918 року отримав звання полковника армії Української Держави.

### Антигетьманське повстання
У листопаді 1918 полк під командуванням Болбочана одним з перших перейшов на бік Директорії УНР і був, поряд з Січовими Стрільцями, основною силою у повстанні проти гетьмана Павла Скоропадського. Полковник підтримав антигетьманське повстання, проте висунув умову — зберегти від руйнування державний апарат. Згодом ця умова була порушена.
Він категорично виступав проти спільних дій з більшовиками. Болбочан вважав, що варто боротися лише за «самостійну демократичну Українську Республіку, а не за єдину Росію, яка б вона не була, монархічна чи більшовицька».
У грудні 1918 року Директорія УНР призначила Болбочана командувачем Лівобережною групою Армії УНР на території Харківської, Полтавської, Чернігівської губерній, яка протистояла наступу Червоної армії зі сходу. Як підкреслювали сучасники, «полковник Болбочан — найвизначніший отаман української армії того часу…». Він був успішним командиром, якого поважали і прості солдати, і старшини, викликав заздрість у бездарних воєначальників-кар'єристів та ненависть у ворогів.[виправити стиль] Через його тверду позицію та військові успіхи у боротьбі з Червоною армією за Петра Болбочана («живого чи мертвого») більшовики обіцяли 50 тис. крб.
22 грудня за наказом Головнокомандувача отамана Симона Петлюри перед Чорноморською дивізією, що входила до Осадного корпусу, було поставлене завдання зайняти і захищати фронт проти радянських частин по лінії Глухів — Шостка — Новгород-Сіверськ і, очистивши залізничну лінію Гомель — Бахмач, утримувати її. Дивізія переходила у підпорядкування командувача Лівобережного фронту отамана Петра Болбочана. Крім того, Запорізький корпус під командуванням Петра Болбочана, корпус Січових Стрільців Євгена Коновальця та дивізія Володимира Оскілка були основою армії УНР. У цих частинах панувала зразкова військова дисципліна, вони були найбільш дієздатними та найкраще виконували поставлені завдання. Однак, ці найбільш дисципліновані, національно свідомі й вірні Директорії війська, були піддані найбільшій критиці й шельмуванню. Про них поширювали різні чутки, критичні висловлювання постійно з'являлись у пресі (особливо підконтрольній більшовикам, та тим, хто їм співчував). Голова Директорії Володимир Винниченко, а за ним і Головний отаман Симон Петлюра все більш підозріло дивились на успішного полководця.[виправити стиль]

### Наступ на Київ
Після вимушеного відступу військ Болбочана з Харкова полковника звинуватили у здачі міста Червоній армії без бою. Ніхто не звернув увагу на об'єктивні обставини, в яких опинилася українська армія. Якби не цей відхід, то УНР втратила б найкращі військові частини.
Не мовчав і сам Болбочан. Він різко критикував непослідовну, суперечливу політику уряду УНР та його міністрів. Вказував їм на явні помилки та прорахунки.
22 січня 1919 року Болбочана усунули від командування Запорізьким корпусом. Його заарештовують за наказом командира Богданівського полку на Лівобережному фронті сотника Омеляна Волоха (який згодом вдасться до низки антиурядових акцій і, зрештою, вкравши державну скарбницю, перейде на бік більшовиків).
26 січня 1919 року в Києві Болбочан оприлюднив свого листа, у якому, зокрема, казав: «Бідна Україна, ми боремося з большевизмом, весь культурний світ піднімається на боротьбу з ним, а український новопосталий уряд УНР йде на зустріч большевизмові й большевикам!.. Ви не можете розібратися в самих простих життєвих питаннях, (а) лізете в міністри, отамани, лізете в керівники великої держави, лізете в законодавці замість того, аби бути самими звичайними урядовцями і писарцями.»
Почалося слідство, яке не дало підстав для звинувачення Болбочана. Слідство зайшло у глухий кут, однак не припинилось. Представники лівих соціалістичних течій на чолі з В. Винниченком вимагали для Болбочана суворого покарання, вбачаючи у ньому перешкоду на шляху порозуміння із радянською Росією, на бік якої вони схилялися. Паралельно розпочинається нова хвиля цькування Петра Болбочана в пресі.
Залишаючись під вартою без суду і слідства, Болбочан був переведений до Станіславова (нині Івано-Франківськ), де розташовувалася тимчасова столиця Західноукраїнської Народної Республіки (ЗУНР), під нагляд місцевої влади.
Проте полковник замість того, щоб тихо пересидіти деякий час, постійно критикує головне командування армії УНР, уряд і самого Петлюру, говорячи про них як про дрібних авантюристів та інтриганів, в ультимативній формі вимагає прискорення розслідування, адже проти нього нема жодних доказів.
«Запоріжці» не раз зверталися до командування УНР з проханням повернути їм колишнього командувача. На цьому наполягали командири Запорізької групи.
Тим часом, втративши Київ, Житомир, Вінницю на початку червня 1919 року, Армія УНР опинилася затиснута більшовицькими військами на незначній території Поділля. Директорія та Уряд перебували у містечку Чорний Острів, єдині боєздатні частини — Запорізький корпус у Проскурові, Січові Стрільці у Старокостянтинові.
Петра Болбочана викликають до Чорного Острова, де він зустрічається з Петлюрою. Йому ставиться завдання — формування частин з українських полонених в Італії. Болбочан погодився. Проте уряд УНР чомусь всіляко відтягував нове призначення.
6 червня 1919 року, очікуючи на нове призначення, Петро Болбочан приїхав до Проскурова. Керівники групи звернулися до інспектора УНР при дивізії з проханням про повернення Петра Болбочана. На підставі цього звернення інспектор Микола Гавришко наказав Петрові Болбочану «негайно вступити в командування військами Запорізької групи». Гавришко зробив це відповідно до закону УНР про інспекторів. Мотиви — необхідність зміцнення армії і врахування настроїв найбільш дисциплінованого її підрозділу. Про свій наказ інспектор повідомив керівництво.
Проте 9 червня з'явився наказ, в якому Болбочана і Гавришка звинуватили у самовільному захопленні влади. Розпочалося нове слідство. Болбочан мав змогу втекти від слідства. Але не зробив цього, прагнучи довести, що за ним немає жодної вини.
10 червня 1919 року Петра Болбочана заарештували без жодного опору. Був звинувачений разом з Володимиром Оскілком  у намаганні призначити головою Директорії Євгена Петрушевича.
12 червня 1919 року над ним відбувся військово-польовий суд. Петра Болбочана звинувачували у невиконанні наказу, незаконному захопленні командування корпусом та участі в широкомасштабній змові з метою державного перевороту в умовах воєнного часу. Вирок, підписаний Олександром Осецьким, — смертна кара. Помилування Петра Болбочана, як вважає Ісаак Мазепа, вело б до подальшої анархії. Він, зокрема, пояснював це тим, що Петлюра «при всій лагідності своєї вдачі все-таки хотів суворою карою покласти кінець виступам тих груп, що в найтяжчий момент нашої боротьби ганебно й безглуздо руйнували фронт».
З іншого боку, протестуючи проти такого рішення, В'ячеслав Липинський, який на той час очолював дипломатичне представництво УНР у Відні, подав у відставку, оскільки «такими фактами, як розстріл Отамана Болбочана, Правительство Української Народньої Республіки стало виразно на шлях партійного терору».
28 червня 1919 року, о 22-й годині, Петра Болбочана розстріляли на залізничній станції біля с. Балин (нині Дунаєвецький район Хмельницької області).
Там же, за пів кілометра від станції, було поховано його тіло.

## Нагороди
- Орден Святої Анни 3-го ст. з мечами та бантом за бойові дії в період з 20 жовтня по 1 грудня 1914 р. (Наказ 5 Армії від 27 січня 1915 р. № 185).
- Орден Святого Станіслава 2-й ст. з мечами за бойові дії в період з 1 січня по 4 лютого 1915 р. (Найвищий наказ від 22 квітня 1915 р.);
- Орден Святої Анни 2-й ст. з мечами за бойові дії 15 Лютого 1915 р. (Найвищий наказ від 3 червня 1915 р.);
- Орден Святого Станіслава 3-го ст. з мечами та бантом за бойові дії 17-18 серпня 1914 р (Найвищий наказ від 6 жовтня 1915 р.);
- Світло-бронзова медаль «В пам'ять 100-річчя Вітчизняної війни 1812» на Володимирській стрічці (30 жовтня 1912 р.);
- Медаль «В пам'ять 300-річчя царювання дому Романових» на стрічці білого, жовтого і чорного кольорів (9 березня 1913 р.).

## Вшанування пам'яті

Обгортка книги "Полковник Петро Болбочан: трагедія українського державника

Вулиці Петра Болбочана є у ряді населених пунктів України. Серед обласних центрів: м. Київ, м. Дніпро, м. Одеса, м. Запоріжжя, м. Луцьк, м. Львів, м. Харків, м. Хмельницький. Провулки Петра Болбочана є у обласних центрах Житомирі та Полтаві.
В 2005 році в селі Балин було встановлено на його честь пам'ятний знак.
14 жовтня 2020 року 3-й бригаді оперативного призначення Національної гвардії України присвоєно почесне найменування «імені полковника Петра Болбочана».

### Меморіали
22 січня 2019 року у Івано-Франківську було відкрито меморіальну дошку на його честь.
Рішенням Київської міської ради від 21 листопада 2017 сквер імені Косіора (Шевченківський р-н) перейменовано на сквер імені Петра Болбочана.
4 жовтня 2020 року в цьому сквері на вулиці Січових Стрільців, 86 (на місці демонтованого в 2008 році пам'ятника Станіславу Косіору) урочисто відкрили пам'ятник Петрові Болбочану. Монумент має вигляд бронзового погруддя на гранітному постаменті.
5 листопада 2020 року погруддя було відкрито у Харкові на території військової частини 3017 Східного оперативно-територіального об'єднання НГУ.
- Пам'ятник Петру Болобочану у сквері навпроти кінотеатру «Київська Русь» в Києві. 2020.
- Меморіальна дошка у Івано-Франківську.

### У кінематографі
Полковник Петро Болбочан був показаний у фільмі «Таємний щоденник Симона Петлюри». У фільмі зачіпається тема непростих стосунків Болбочана і Петлюри. Також у фільмі відтворена страта Болбочана.